# 333056 Bellamy
333056 Bellamy este o planetă minoră (asteroid) din centura de asteroizi. A fost descoperită pe 16 octombrie 2007 la Mount Lemmon⁠(d) de Mount Lemmon Survey⁠(d). 
Obiectul prezintă o orbită caracterizată de o semiaxă mare de 2,7370749455924 UAi, o excentricitate de 0,15280781964486, o înclinație de 8,1500725890157 ° în raport cu ecliptica.